# Lomographa buraetica
Lomographa buraetica es una especie de polilla de la familia Geometridae. La especie fue descrita por primera vez por Otto Staudinger habiendo sido descrita en 1892, con distribución en Eurasia. El sintipo de la especie fue descrita en los montes Kentei de Mongolia. La envergadura es de unos 27 milímetros (1,1 plg).
L. buraetica es una especie particularmente termófilas del norte de China, Siberia y del norte de Asia Central soviética, estrechamente confinadas a biotopos rocosos aislados.